# Shakhbuz
Shakhbuz (en azéri Şahbuz) est une ville et municipalité de la République autonome de Nakhitchevan en Azerbaïdjan. C'est la capitale du raion de Shakhbuz.